# Renee Verschuren
Renee Verschuren (Helmond, 21 november 1985) is een Nederlandse handbalster die uitkwam in de Duitse Handbal-Bundesliga voor SVG Celle en voor TSV Bayer 04 Leverkusen